# Черно море
Вижте пояснителната страница за други значения на Черно море.
Черно море (на руски: Чёрное море, на украински: Чорне море, на румънски: Marea Neagră, на турски: Karadeniz; на грузински: შავი ზღვა) е вътрешноконтинентално море между Югоизточна Европа и Мала Азия.
Разположено е между 40° 55' и 46° 32' северна ширина и 27° 27' и 41° 42' източна дължина. То е сред най-изолираните от Световния океан морета. Свързано е със Средиземно море чрез Босфора, Мраморно море и Дарданелите, а с Азовско море – чрез Керченския проток.
Има положителен воден баланс; ежегодно 300 km³ вода преминава в Мраморно море.
Международен ден на Черно море е 31 октомври.

## История
В древността Черно море е наричано Понтос Аксинос, Евксински Понт. През Черно море минава едно от разклоненията на средновековния Път на коприната, свързващо Европа през Кавказкия регион и Централна Азия с Китай. Днес по това направление минава трасето на трансконтиненталния транспортен коридор TRACECA (TRAnsport Corridor Europe Caucassus Asia, Транспортен коридор Европа – Кавказ – Азия).
Съвременния си вид Черно море придобива преди около 7600 години, но някои специалисти смятат, че е преди около 5000 години, когато се създала връзка със Средиземно море и със Световния океан посредством Босфора и Дарданелите. Старата брегова ивица се проследява на границата шелф – континентален склон на дълбочина от 90 до 120 m под морското равнище. Постепенно солеността на Черно море преди около 1000 – 1500 години достигнала стойности, подходящи да се появят голям брой средиземноморски видове. Днес около 80% от черноморския животински свят съставляват средиземноморски заселници. Сладководни организми се срещат в заливите и лиманите с по-ниско съдържание на сол, подобно от времето на Карангатския басейн.

## География
Черно море, по своето разположение на прехода между Европа и Азия, е типично вътрешноконтинентално море. Простира се между младите гънки на Стара планина и Кавказ. На север граничи с Руската плоча, а на юг с Понтийските планини. Черно море има водообменна връзка през протоците Босфора и Дарданелите с по-топлите и по-солени Мраморно и Егейско море. На север през Керченския проток то осъществява водообмен с по-плиткото и студено Азовско море.
Площта на Черно море е 436 402 km2. Максималната му дълбочина е 2245 m, установена южно от Кримския полуостров, а средната – 1253 m. Най-голямата дължина е между градовете Бургас и Кобулети – 1167 km, а най-голямата ширина – между Березанския лиман и нос Гиресун – 624 km. В най-тясната част между нос Сарич (полуостров Крим) и нос Керемне (полуостров Синоп) ширината е 263 km. Черно море има вместимост от около 537 хил. km3 вода.
Поради обилния приток на речни води, морската вода на Черно море е по-слабо солена (17,3‰), отколкото в Средиземно море и в Световния океан, които имат соленост около 36‰. Чистите води в открито море имат син до зеленикаво-син цвят, а край бреговете, поради наличието на наноси – най-често зелен цвят. Прозрачността на водата в открито море достига 30 m, а край бреговете е 1 – 2 m. През летните месеци морската вода по крайбрежието се затопля до 24 – 28 °С.
Поради малките му размери, в Черно море се образуват незначителни приливи и отливи (3 – 8 cm). При буря ветровете предизвикват значително по-големи колебания на морското равнище (10 – 20 cm). Основното морско течение в западната част на Черно море е в посока, обратна на движението на часовниковата стрелка. По българското крайбрежие то е от север на юг.
Бреговете на Черно море са слабо разчленени. Разкъсаността е най-силно изразена е в северните части на крайбрежието. Единственият голям полуостров е Кримският. Най-големите заливи по северното крайбрежие са Ягорлицки, Тендровски, Джарългачки, Каркинитски, Каламитски и Феодосийския. На запад водите му се вдават във Варненски и Бургаски залив, а на юг – в Синопския и Самсунския залив. Районът на северозападното му крайбрежие е осеян с множество лимани, които се образуват от непрякото вливане на реките от водосборния басейн. Общата дължина на бреговата линия е около 3400 km.
Някои от крайбрежните участъци имат собствени наименования. Такива са Южно кримско крайбрежие в Украйна, Черноморско кавказко крайбрежие в Русия, Румелийски бряг и Анатолийски бряг в Турция, а българската ивица е известна като Българско Черноморие. На запад, северозапад и части от Крим бреговете са ниски, а в южните части на Крим, района на Кавказ и Понтийските планини бреговете са стръмни, а шелфовата част на морето е доста ограничена.
Островите в Черно море са също малко на брой. Най-големият от тях е Джарългач, с площ от 62 km2. България има 16 черноморски острова, от които 7 с площ над 5 дка – Свети Иван, Свети Кирик, Света Анастасия, Свети Петър, Змийски остров, Птичи остров и Амбелиц.
В Черно море се вливат три големи европейски реки – Дунав, Днепър и Днестър, както и индиректният приток Дон, вливащ се в Азовско море, и по-малките Мзимта, Псоу, Бзъб, Риони, Кодор, Енгури (от изток), Чорох, Къзълърмак, Йешилърмак, Сакария (от юг), Южен Буг (от север), Камчия, Ропотамо и Велека (от запад). Водосборният басейн на Черно море е с площ над 2 млн. km2 и обхваща голяма част от Централна и Източна Европа и Мала Азия, като покрива изцяло или частично територията на 24 държави. В него живеят около 180 млн. души, половината от тях – в басейна на река Дунав.
Географският център на Черно море (в България) е изчислен през 1981 г. Координатите му, отчетени тогава, като е използван методът на ротация, са: 34015' източна дължина и 43013 – северна ширина.

### Крайбрежие
Излаз на Черно море имат шест държави, с крайбрежна ивица съответно: България – 378 km; Грузия – 310 km; Румъния – 225 km; Русия – 800 km, вкл. Азовско море; Турция – 1329 km; Украйна – 2782 km, вкл. Азовско море. За България, Грузия, Румъния и Украйна черноморската зона е единственият излаз на море.
Населението на крайбрежната ивица е около 16 милиона души. Някои по-важни крайбрежни градове на Черно море са: Истанбул (население 11 372 613 души), Одеса (1 001 000), Самсун (725 111), Трабзон (400 187), Севастопол (378 600), Варна (358 000), Херсон (335 000), Сочи (334 282), Констанца (302 171), Новоросийск (231 100), Батуми (214 806), Бургас (199 364), Керч (158 165), Орду (136 000), Зонгулдак (104 276).
| 1  | Истанбул    | Турция   | Истанбул                                        | 16 004 240 |
| 2  | Одеса       | Украйна  | Одеса                                           | 1 003 705  |
| 3  | Самсун      | Турция   | Самсун                                          | 535,401    |
| 4  | Варна       | България | Варна                                           | 474,076    |
| 5  | Севастопол  | Украйна  | община с национално ниво на Кримския полуостров | 379,200    |
| 6  | Сочи        | Русия    | Краснодарски край                               | 343,334    |
| 7  | Трабзон     | Турция   | Трабзон                                         | 305,231    |
| 8  | Кюстенджа   | Румъния  | Кюстенджа                                       | 283,872    |
| 9  | Новоросийск | Русия    | Краснодарски край                               | 241,952    |
| 10 | Бургас      | България | Бургас                                          | 223,902    |
| 11 | Батуми      | Грузия   | Аджария                                         | 152 839    |

Някои български черноморски курорти са: Албена, Ахтопол, Балчик, Бяла, Дюни, Елените, Златни пясъци, Китен, Несебър, Поморие, Приморско, Сарафово, Свети Влас, Св. св. Константин и Елена, Синеморец, Слънчев бряг, Созопол, Царево и Черноморец.
Известните курортни селища в Украйна се намират основно по южните кримски брегове като Ялта, Алуща, Судак, Коктебел и Феодосия. В Русия курортните селища са в района на кавказкото крайбрежие – Анапа, Геленджик, Сочи, в Абхазия – Пицунда и Гагра, в Грузия – Батуми. В Румъния курортните селища са концентрирани на юг от Констанца – Мамая и Ефорие. В Турция липсват известни черноморски курорти. Причина за това е скалистият бряг, който не предлага подходящи условия за изграждане на почивни селища.
Български защитени черноморски територии са Природен парк „Странджа“ с вътрешните защитени местности „Устие на река Велека“ и Силистар, резерватите „Ропотамо“ и „Калиакра“, защитените местности Иракли, Паша дере и др.

### Геология
Водите на Черно море изпълват изолирана падина, разположена между два сравнително стабилизирани континентални щита – руския и африканския. В началото на архайската ера океанът Тетис е заливал целия балкански полуостров без Родопите. През миоцена в процеса на активно планинообразуване, древният океан Тетис се е раздробил на няколко отделни големи водоема, чиито наследници днес са Черно, Азовско, Аралско и Каспийско море.
Една от възможните хипотези (създадена от проф. Петко Димитров през 1982 г. и допълнена от американските учени Ryan and Pitman през 1997) за възникването на Черно море гласи, че преди около 7500 години то представлявало безотточно сладководно езеро. Бреговете му били разположени на около сто метра под нивото на Световния океан. Към края на последния ледников период нивото на океаните рязко се повишило. Така през най-ниската част на съвременния Босфор от Средиземно море нахлула морска вода към басейна на тогавашното езеро. В подкрепа на тази хипотеза се привежда подводната река, открита на дъното на Черно море през 2010 г., която се е образувала преди около 6000 години и продължава да тече и днес. Нивото на морето започнало бързо да се повдига и за кратко време били залети около 100 000 km2 по крайбрежието, които по това време били населени и от хора. Вероятно този факт е послужил за изграждането на мита за потопа.
В резултат на повишаване на солеността на водата сладководните видове измират, потъват на дъното и започват да се разлагат. Продукт от гниенето е сероводородът, чиято концентрация на дъното на морето е много висока. Експедицията, наречена Black Sea Maritime Archaeology Project (Черноморски археологически проект) успява да намери идеално запазени благодарение на сероводорода потънали антични кораби, сканирани триизмерно с подводни роботи. В предишни етапи на експедицията са открити 40 кораба, а през 2017 – още 20 с помощта на два подводни робота. Откритието включва галери от Римската, Византийската и Османската империя. Някои от тях са потънали около 400 г. пр.н.е.
Черноморската падина е разделена на две основни части – западна и източна. Те са разделени от възвишение, което е естествено продължение на Кримския полуостров. Северозападната част на морето се характеризира с относително широка шелфова ивица (до 190 km). Южното и източното крайбрежие е стръмно със сравнително къса шелфова зона.

### Заледявания
Заледяванията са характерни за северните части на Черно море. Почти ежегодно замръзват районите около устията на Днепър, Буг и Днестър. При по-студени зими замръзва и делтата на Дунав. След започване на ледохода, теченията носят ледове, които достигат нос Калиакра. В изключително сурови зими замръзва и българското крайбрежие, а начупен лед достига и Босфора. По кавказкия и малоазиатския бряг обикновено няма ледове. Черноморската вода замръзва при температура –0,9 °C, но само при тихо време.
Първи сведения за ледовете в Черно море дава Херодот, който споменава, че Босфор Кимерийски (Керченски проток) и Меотида (Азовско море) често се сковават от ледове, които през пролетта се изнасят в Понта (Черно море). Римският поет Овидий, който бил заточен в началото на Новата ера в Мала Скития (Добруджа), описва замръзването на р. Дунав и крайбрежните морски води. Голямо замръзване на Черно море е регистрирано през 401 г., когато почти цялото било заето от лед и напролет големи блокове задръстили Босфора, преминали през него и плавали в Мраморно море. Най-голямото замръзване било през 762 г., според написаното от летописеца Кедрин, когато от Месемврия (Несебър) могло да се стигне до кавказкото крайбрежие по лед.
Морето е замръзвало на големи пространства и през 1929, 1942 и 1954 г.

## Природа
Характерна особеност на Черно море е наличието на сероводород в концентрация 11 – 14 ml/l на дълбочина от 120 – 150 m до дъното, което прави невъзможно съществуването на организми, с изключение на някои видове анаеробни бактерии под тази граница. На дълбочина между 100 и 200 m водите на Черно море почти не се смесват. Разликата в солеността на водата от повърхността и от долните слоеве е постоянна и основна отличителна черта на Черно море. Поради тази причина, в 90% от водите, заемащи обема на Черно море (на 150 – 200 m дълбочина) няма кислород и живи организми. Спорен е въпросът дали наситен с кислород слой се стеснява. Това разслояване се отразява върху всички останали хидрологични показатели на вертикалното разпределение на планктона и бентоса. Тази особеност прави морето уникално, като голяма част от тези характерни особености се дължат на слабата връзка на Черно море със Световния океан. Босфорът и Дарданелите са тесни провлаци с малка дълбочина, които не позволяват пълен обмен на черноморските води.
Образуването на сероводорода е постъпателен процес, който се ограничава от някои чисто океанографски фактори – плътностна стратификация, течения, вътрешни вълни и др. Наблюденията върху съдържанието на сероводород във водите на Черно море през последните 50 години показват относително постоянство в неговата концентрация и вертикалното му разпределение. При сероводорода е налице равновесие – от продуцирането му в дълбочинни води и утайки и от химичното и биологичното му окисляване. Средните количества, установени още през 1891 г., не се различават съществено от съвременните.
Акад. Андрусов е предполагал, че сероводородът се образува в резултат на гниенето на органичните съединения, които се отлагат на дъното и от които се отделят серни съединения.
Общоприето е схващането, че главен източник на сероводорода в Черно море днес са процесите на анаеробното разлагане на органичното вещество от сулфатредуциращите бактерии. Органичното вещество, което се фиксира на дъното на басейна под формата на органогенно-минерални утайки (сапропели) е продукт на масовото измиране на планктонната биомаса в резултат на потопа. Налице е излишък на огромно количество органично вещество, което създава благоприятни предпоставки за развитието на бактериалната сулфатредукция. Друг важен доставчик на сероводород в Черно море, чиято роля се подценява, са геологическите източници – разломите и калните вулкани на дъното, както и разрушаващите се газохидратни залежи, които съдържат и твърда фаза на сероводород.
Нахлуването на средиземноморските води, които осоляват черноморските сладки води, довежда до разтварянето на огромни количества желязо, сяра и серни съединения. Същевременно в морето се вливат огромни количества речни води, в резултат на което между разсладнените повърхностни и солените дълбочинни води възниква рязък скок в плътността – т. нар. халоклин, възпрепятстващ вертикалното смесване на водните маси. Обикновено горната граница на сероводородната зона започва веднага под халоклина, което затруднява притока на кислород от горните слоеве.
Особеностите във формирането и разслояването на водната маса в Черно море дават отражение върху неговата флора и фауна. В него живеят около 2000 вида животни и около 1000 вида растения. По произход черноморската флора и фауна се състои от две основни групи организми – средиземноморски имигранти и понтийски (каспийски) реликти. От древногръцката епоха до 1950 г. морската среда на Черно море е била малко или повече стабилна. Изследвания между 1950 г. и 1960 г. показват протичането на значителни промени в черноморската екосистема, които слагат край на относително екологично равновесие и маркират началото на нова ера за черноморската флора и фауна.

### Флора
Флората на Черно море обхваща 292 вида макрофитни, около 700 вида микрофитни водорасли, значителен брой бактерии, гъби и само няколко вида покритосеменни растения. Солеността е решаващ фактор за формиране на морскатата флора. Температурата на водата играе предимно регулираща роля, която се проявява в сезонната смяна на водорасловите комплекси. Основният състав на черноморската флора се е формирал по пътя на аклиматизацията на средиземноморските имигранти. Имиграцията на водорасли продължава и в наши дни посредством пренасяне от морските течения, чрез обрастване на подводните части на корабите, от птици, риби, безгръбначни животни и други. Пример за автохтонната флора преди Черно море да се свърже със Средиземно са кремъчните водорасли. Известни са близо 700 вида миоценски изкопаеми от тях живели в древния Черноморски басейн, което ги прави значително повече от съвременните талусни видове.
Голямо разнообразие има сред кафявите и червените водорасли. През 1908 г. хидробиологът С. А. Зернов открива съобщества от неприкрепена към дъното Phyllophora в северозападната част на Черно море – по-късно този район получава името „Филофорно поле на Зернов“. В продължение на много години то е било важен елемент от морската екосистема, функционирайки като важен кислороден източник, субстрат за обрастване и прикрепване на организми и убежище за множество животински видове. Неговата площ през 1950 г. е била 11 000 km2, а общата му биомаса е варирала между 7 и 10 млн тона. Тя намалява до 1,4 млн тона през 80-те и до 0,3 до 0,5 млн тона в началото на 90-те години на XX век, а заеманата площ е не повече от 500 km². Процесът води до изчезването на важен източник на кислород на дълбочини между 20 и 60 m във Филофорното поле на Зернов. Дневното количество на кислорода от фотосинтезата в неговата запазена част възлиза на 2 млн m². Филофората е била основен вид на т.нар. Филофорна биоценоза, която е включвала до 120 вида безгръбначни и 50 вида риби. Биоценозата идчезнала с липсата на ключовите видове.
Подобни промени се случват и по крайбрежието. Голямото кафяво водорасло Cystoseira barbata е ключов вид за подобна биоценоза, включваща десетки от други макро- и микроводорасли, безгръбначни и риби. Cystoseira е много чувствително към замърсяване, особено към еутрофикацията, и изчезва при количество на хранителни вещества над приемливото за него ниво.
Връзката между Черно и Средиземно море е причина за преселването на фитопланктон, синьо-зелени и зелени водорасли, характерни за Атлантическия океан. Черно море е заселено основно от космополитни, най-често пирофитовитни, видове. Във флората на Черно море има и много сладководни планктонни и бентосни водорасли, които навлизат с вливащите се в морето речни води. Тяхното участие във фитопланктона и фитобентоса има само локално значение за водите.
Висшите многоклетъчни дънни водорасли в Черно море се обединяват в 10 фитогеографски групи, като ръководеща роля от тях имат широкобореалните, долнобореалните и бореално-тропическите видове. От Черноморските бентосни водорасли 232 вида се срещат в Атлантическия океан, 216 вида са типични средиземноморски ендемити. Видовете общи с Каспийско море са 51, а с – Азовско море 39.

### Фауна
В Черно море са установени 1966 вида животни. Сред тези животни са включени и редица средиземноморски видове, за които се смята, че не могат напълно да се адаптират към условията за живот в Черно море.
Рибите и бозайниците преминават активно от Мраморно в Черно море. Една част от тях остават завинаги в него, като запазват способността си да се размножават, а други навлизат само за определен период от време с цел намиране на храна, а след това се връщат в Мраморно море, за да се размножават.
Черно море е обитавано от около 180 вида риба, сред които скумрии, черноморска акула, попчеви, риба дракон, калкани, морска лястовица и три вида делфини. До последната четвърт на ХХ в. в Черно море живее и застрашеният тюлен монах.
Планктонът се внася чрез течението, идващо през Босфор. Той се разселва в различни краища на морето. В Черно море средиземноморската дънна фауна е заела постепенно цялата шелфова зона. Разпределението ѝ е неравномерно и могат да се разграничат три фаунистични района:
- Южния бряг на Крим, Кавказкото крайбрежие и източната част на Анадолското крайбрежие. Заселен е с най-типичната за Черно море фауна.
- На запад от южния бряг на Крим до нос Емине.
- Южната половина на западното крайбрежие и западната половина на Анадолското крайбрежие. Този район се намира под относително най-силно влияние на средиземноморските води и поради тази причина тук се срещат някои средиземноморски видове, които не обитават други части на Черно море.

Тъй като температурите в Черно море са сравнително по-ниски от тези в Средиземно, в него са се заселили по-студенолюбиви средиземноморски обитатели, предимно северноатлантически видове. 82,8% от морските гъби са северноатлантически, а 17,2% са средиземноморски ендемити.
Приблизително 20% от фауната на Средиземно море е имигрирала и се е заселила в Черно море. Преминаването на средиземноморските животни в Черно море продължава и понастоящем. Поради връзката си в миналото с Каспийско море се срещат и известен брой каспийски реликти. Най-много автохтонни видове се срещат между ракообразните, червеите, мидите, охлювите и рибите. Около 80% от реликтната фауна има морски произход. Смята се, че тя е далечен наследник на фауната в древния океан Тетис.
Черноморската екосистема приютява множество черупчести. Сред около 90-те вида черупчести основен вид е Черната морска мида (Mytilus galloprovincialis), населяваща различни скалисти местообитания от повърхността до 50 – 60 m дълбочина. Тя е един от най-активните филтратори на морската вода. Популацията ѝ силно намалява поради от отварянето на хранителната верига в черноморската екосистема и навлизането на инвазивни видове като рапана (Rapana thomasiana).
Около 17,8% от черноморските риби са типично сладководни и се размножават в прилежащите реки. Към тях спадат представителите на разредите шараноподобни и бодлоперки. Те понасят известна степен на осоляване на водата, успявайки да се възползват от хранителните ресурси в крайбрежната зона на морето. Към тези риби се отнасят и някои видове от семействата есетрови и пъстървови. Пъстървовите са анадромни видове. 10,7% от рибите са понтийски реликти – селдовите и попчетата, някои от които, като карагьозя и харипа, също са анадромни. Най-многочислени са видовете с морски и океански произход, които съставят 71,5% от рибите в Черно море. Към тази група спадат типични средиземноморски ендемити и видове от Червено море и трите океана (спарови, зеленушки, морски кучки и минокопи). Сред тях има и бореално-атлантически реликти като трицона и писияята.
Официалните научни данни сочат, че в края на XIX век няколко пъти в Черно море са наблюдавани китове. Запазен е скелет от ивичест кит.
През 1882 г. гигантско морско същество е наблюдавано край дървения пристан на тогава малкото селце Кабулети. Според хрониките някои от тях дори напуснали жилищата си и избягали далеч от брега.
Има данни, че през 1926 г. кит е виждан в устието на река Камчия. Смята се, че китовете са навлезли от Атлантическия океан в Средиземно море през Гибралтар, като е напълно възможно да са изминавали дългия път до Босфора и оттам да са навлизали в Черно море.
Галерия
- Актиния.
- Обикновен делфин
- Обикновен делфин

## Замърсяване
70% от общото количество отпадъци, вливащи се в Черно море, идват от шестте черноморски страни. Останалите 30% са от останалите 11 страни по Дунава, от където се вливат част от тези отпадъци.
Предвид силното влошаване на екологичното здраве на Черно море, шестте черноморски държави – България, Грузия, Румъния, Русия, Турция и Украйна – подписват през април 1992 г. в Букурещ „Конвенцията за опазване на Черно море от замърсяване“. Букурещката конвенция е правна и дипломатическа платформа за съвместни действия.
В Черно море са разпростнранени антропогенни екологични проблеми, които са по-силно изразени, в сравнение с отворените гранични морета, които имат свободен водообмен с океана.
Черно море е едно от най-засегнатите морета от еутрофикация и органична пренатовареност. Най-силно засегната е северозападната част на Черно море, където се вливат Дунав, Днепър и Днестър, след като са текли през огромни селскостопански площи, индустриални центрове и големи населени места.
Големите количества фосфати и нитрати, вливащи се по гореописания начин в Черно море, причиняват цъфтеж на водата. Протозоидът Noctilica scintillans и лунната медуза Aurelia aurita са увеличили популациите многократно, но и двата вида не са част от хранителната верига на рибите и морските безгръбначни. За сметка на това, други участващи в хранителната верига морски организми, като миди и ракообразни са намалили значително популаците си, отчасти защото те служат за храна и на огромния брой медузи.
В близките до дъното слоеве се достига до хипоксия и аноксия, в които бентосните животни не могат да се хранят с мъртви организми.
Със своето високо разнообразие от местообитания и относително ниския екологичен имунитет, Черно море е добър приемник за множество чужди видове, пътуващи върху подводната част на корабите и най-вече в техните баластни води. Някои от тях са опасни за черноморската екосистема и местните видове с промишлено значение.
Неадекватното управление на риболова и крайбрежните зони оказват негативно въздействие върху морската екосистема и пречат на устойчивото ѝ екологично развитие. Промишленият улов на рапана Rapana Thomasiana с помощта на дънно тралиране е увредил популациите на делфина, калкана и есетрата.